# Rio Novo do Sul (ort)
Rio Novo do Sul är en ort i Brasilien.   Den ligger i kommunen Rio Novo do Sul och delstaten Espírito Santo, i den sydöstra delen av landet, 900 km sydost om huvudstaden Brasília. Rio Novo do Sul ligger 68 meter över havet och antalet invånare är 6 717.
Terrängen runt Rio Novo do Sul är kuperad norrut, men söderut är den platt. Terrängen runt Rio Novo do Sul sluttar söderut. Runt Rio Novo do Sul är det ganska tätbefolkat, med 60 invånare per kvadratkilometer.. Närmaste större samhälle är Cachoeiro de Itapemirim, 18,4 km väster om Rio Novo do Sul.
Omgivningarna runt Rio Novo do Sul är en mosaik av jordbruksmark och naturlig växtlighet.